# Changshanyan (sockenhuvudort i Kina, Jiangxi Sheng, lat 28,24, long 116,22)
Changshanyan är en sockenhuvudort i Kina. Den ligger i provinsen Jiangxi, i den sydöstra delen av landet, omkring 59 kilometer sydost om provinshuvudstaden Nanchang. Antalet invånare är 20 877. Befolkningen består av 8 887 kvinnor och 11 990 män. Barn under 15 år utgör 29,0 %, vuxna 15-64 år 63 %, och äldre över 65 år 6,0 %.
Runt Changshanyan är det tätbefolkat, med 511 invånare per kvadratkilometer. Närmaste större samhälle är Jinxianxian, 14,6 km norr om Changshanyan. Trakten runt Changshanyan består till största delen av jordbruksmark.
Genomsnittlig årsnederbörd är 2 304 millimeter. Den regnigaste månaden är juni, med i genomsnitt 441 mm nederbörd, och den torraste är oktober, med 23 mm nederbörd.